# Harald Schumacher
Harald Anton «Toni» Schumacher (Düren, Renania del Norte-Westfalia, 6 de marzo de 1954) es un exfutbolista alemán, que ocupaba la posición de guardameta. En su tiempo, fue uno de los mejores arqueros del fútbol de su país, consiguiendo ganar una Eurocopa, la de Italia de 1980, y el subcampeonato en dos Mundiales (España 82 y México 86) con su selección. También es recordado por la dura falta durante el Mundial de España 82, en que dejó inconsciente al jugador francés Patrick Battiston en un brutal choque.
Como su segundo nombre es Anton, adoptó el apodo de «Toni», principalmente como muestra de respeto hacia Toni Turek, el primer portero de la Selección de Alemania Federal de después de la Segunda Guerra Mundial, que además fue campeón del Mundial de Suiza 1954.

## Trayectoria
Toni comenzó a jugar muy joven en el conjunto local, el Schwarz-Weiss Düren, alternando su labor de guardameta con el trabajo de herrero. Gracias a sus buenas actuaciones, pronto conseguiría hacerse un hueco como portero titular de la Selección Nacional Juvenil de Alemania Federal.
En 1972 llegó al FC Colonia, donde no tardó mucho en ganarse al público y convertirse en una figura del fútbol germano. Con Toni, el Colonia conquistó tres veces la Copa de Alemania, en 1977, 1978 y 1983, además de la Liga en 1978 y acabó en segunda posición de liga en 1973 y 1982. En 1986, su equipo fue finalista de la Copa de la UEFA, que perdió contra el Real Madrid CF.
En el cuadro del Colonia permaneció hasta 1987, año en el que se marcha al FC Schalke 04, donde solo permanece una temporada. Y después de militar muchos años en la Bundesliga, Toni se enrola en las filas del Fenerbahçe turco, hasta 1991. Ese mismo año, regresa a Alemania, para jugar en el Bayern de Múnich, donde solo disputó 8 partidos. Estuvo tres años sin jugar hasta que en 1995 fichó por el Borussia Dortmund, club donde oficializó su retiro en 1996 tras haber jugado solo 1 partido de la temporada 1995-96.
A su retirada, ejerció el cargo de entrenador de porteros en el Borussia Dortmund, el Colonia y el Kaiserslautern, además de ejercer de entrenador jefe del Fortuna Colonia, equipo de Segunda División, en la temporada 1998-99.

## Selección nacional
En 1979, tras una lesión que aquejó al entonces portero de la Selección de Alemania Federal, Sepp Maier, Toni Schumacher se hizo con la titularidad. Debutó el 26 de mayo de 1979, en la victoria de Alemania Federal ante Islandia, por 3-1. Fue internacional en 76 ocasiones, entre 1979 y 1986.
Jugó dos Mundiales: el de España 82 y el de México 86, y en ambos torneos fue subcampeón. Por otro lado, ganó la Eurocopa de 1980 celebrada en Italia, y también participó en la Eurocopa de 1984 celebrada en Francia, pero la actuación de su equipo fue mediocre y no pasaron de la primera ronda.
Durante el Mundial de España 82, ganó mala fama internacional al dejar inconsciente al jugador francés Patrick Battiston, después de un brutal choque al tratar de atajar una jugada en la que Battiston se quedó solo frente a él. El árbitro ni siquiera pitó falta y el partido continuó. El arquero alemán fue fundamental en la victoria de su equipo en los penaltis (detuvo dos lanzamientos del rival) en aquella semifinal épica en Sevilla contra los franceses. En la final, perdieron contra Italia por 3-1 en el Estadio Santiago Bernabéu.
En el Mundial de México 86, volvió a brillar bajo la portería, deteniendo también varios penaltis en contra. Pero en la final tuvo una desafortunada actuación ante la Argentina de Diego Armando Maradona, y perdieron por 3-2. Nuevamente el éxito se le escapó de las manos en el último momento.
Sus últimas actuaciones con la Selección fueron en el año 1986.

## Polémicas
Toni Schumacher fue tan buen portero como coleccionista de polémicas durante su carrera.
El mencionado incidente con Battiston en el Mundial del 82, le supuso a Toni ganarse una fama de portero duro y violento de la que nunca se desprendería.
Cuatro años más tarde, en México 86, tuvo riñas con el seleccionador alemán Franz Beckenbauer, con el portero suplente Uli Stein y, sobre todo, con el delantero estrella del equipo Karl-Heinz Rummenigge, con el que protagonizó un enfrentamiento debido a supuestas declaraciones ofensivas en la prensa por parte de Schumacher hacia Rummenigge, enfrentamiento que casi acaba con su salida de la concentración.
También publicó en 1987 un libro autobiográfico llamado Anpfiff, que en España apareció publicado bajo el nombre de Tarjeta Roja, en el que narraba con increíble sinceridad sus andaduras en el fútbol, desde sus comienzos hasta el Mundial de México 86, así como su vida familiar. También hablaba sin tapujos de temas tan controvertidos como el dopaje, el sexo y los árbitros, además de revelar secretos explosivos sobre jugadores alemanes compañeros de selección, entrenadores y directivos.
La publicación de este libro en Alemania le supuso a Toni el despido de su equipo, el Colonia, y la expulsión inmediata de la Selección.

## Vida personal
Toni está casado en segundas nupcias con Jasmin Schumacher con la que tiene una hija, Perla-Marie. Tiene otros dos hijos, Oliver y Vanessa, de su anterior matrimonio con Marlies. Marlies estuvo presente en gran parte de su polémica obra autobiográfica Anpfiff, a la que definía como una de las dos mujeres de su vida. La otra era su madre (la de Toni).
Su mentor fue el representante deportivo alemán Rüdiger Schmitz, con el que mantuvo una gran amistad, ya que estuvo a su lado en los momentos más difíciles de su carrera deportiva.

## Clubes
| Club              | País     | Período   |
| ----------------- | -------- | --------- |
| 1. FC Colonia     | Alemania | 1972-1987 |
| Schalke 04        | Alemania | 1987-1988 |
| Fenerbahçe        | Turquía  | 1988-1991 |
| Bayern de Múnich  | Alemania | 1991-1992 |
| Borussia Dortmund | Alemania | 1995-1996 |

## Títulos
- 2 Ligas de Alemania: 1978 (con el Colonia); 1996 (con el Borussia Dortmund).
- 1 Liga de Turquía: 1989 (con el Fenerbahçe).
- 3 Copas de Alemania: 1977; 1978; 1983 (con el Colonia).
- Campeón de la Eurocopa 1980 y subcampeón en los Mundiales de España 82 y de México 86 (con la Selección de Alemania Federal).
- Elegido como el Mejor Jugador del Año en Alemania: 1984 y 1986.